# سباق الجائزة الكبرى للدراجات النارية موسم 1997
سباق الجائزة الكبرى للدراجات النارية موسم 1997 كان النسخة الـ 49 من بطولة العالم التي نظمها الاتحاد الدولي للدراجات النارية. تكون الموسم من 15 سباقا بدأ بجائزة ماليزيا الكبرى للدراجات النارية في 13 أبريل وانتهى بجائزة أستراليا الكبرى للدراجات النارية في 5 أكتوبر. كان ميك دوهان بطل الموسم لفئة 500 سي سي.

## النتائج
| الجولة | التاريخ   | الجائزة الكبرى                              | الحلبة                           | 125 سي سي     | 250 سي سي      | 500 سي سي       | التقرير |
| ------ | --------- | ------------------------------------------- | -------------------------------- | ------------- | -------------- | --------------- | ------- |
| 1      | 13 أبريل  | جائزة ماليزيا الكبرى للدراجات النارية       | شاه عالم                         | فالنتينو روسي | ماكس بياجي     | ميك دوهان       | التقرير |
| 2      | 20 أبريل  | جائزة اليابان الكبرى للدراجات النارية       | حلبة سوزوكا                      | نوبورو أويدا  | دايجيرو كاتو   | ميك دوهان       | التقرير |
| 3      | 4 مايو    | جائزة إسبانيا الكبرى للدراجات النارية       | حلبة خيريز                       | فالنتينو روسي | رالف والدمان   | أليكس كريفيل    | التقرير |
| 4      | 18 مايو   | جائزة إيطاليا الكبرى للدراجات النارية       | حلبة موجيلو                      | فالنتينو روسي | ماكس بياجي     | ميك دوهان       | التقرير |
| 5      | 1 يونيو   | جائزة النمسا الكبرى                         | ريد بول رينغ                     | نوبورو أويدا  | أوليفييه جاك   | ميك دوهان       | التقرير |
| 6      | 8 يونيو   | جائزة فرنسا الكبرى للدراجات النارية         | حلبة بول ريكارد                  | فالنتينو روسي | تيتسويا هارادا | ميك دوهان       | التقرير |
| 7      | 28 يونيو  | كأس هولندا السياحية                         | حلبة أسن تي تي                   | فالنتينو روسي | تيتسويا هارادا | ميك دوهان       | التقرير |
| 8      | 6 يوليو   | جائزة إيمولا الكبرى للدراجات النارية        | حلبة إنزو دينو فيراري            | فالنتينو روسي | ماكس بياجي     | ميك دوهان       | التقرير |
| 9      | 20 يوليو  | جائزة ألمانيا الكبرى للدراجات النارية       | حلبة نوربورغرينغ                 | فالنتينو روسي | تيتسويا هارادا | ميك دوهان       | التقرير |
| 10     | 3 أغسطس   | جائزة ريو دي جانيرو الكبرى للدراجات النارية | حلبة نيلسون بيكيه الدولية        | فالنتينو روسي | أوليفييه جاك   | ميك دوهان       | التقرير |
| 11     | 17 أغسطس  | جائزة بريطانيا الكبرى للدراجات النارية      | دونينجتون بارك                   | فالنتينو روسي | رالف والدمان   | ميك دوهان       | التقرير |
| 12     | 31 أغسطس  | جائزة التشيك الكبرى للدراجات النارية        | حلبة برنو                        | نوبورو أويدا  | ماكس بياجي     | ميك دوهان       | التقرير |
| 13     | 14 سبتمبر | جائزة كتالونيا الكبرى للدراجات النارية      | حلبة دي كاتلونيا                 | فالنتينو روسي | رالف والدمان   | ميك دوهان       | التقرير |
| 14     | 28 سبتمبر | جائزة إندونيسيا الكبرى للدراجات النارية     | حلبة سنتول الدولية               | فالنتينو روسي | ماكس بياجي     | تادايوكي أوكادا | التقرير |
| 15     | 5 أكتوبر  | جائزة أستراليا الكبرى للدراجات النارية      | حلبة الجائزة الكبرى بجزيرة فيليب | نوبورو أويدا  | رالف والدمان   | أليكس كريفيل    | التقرير |